# Gorik Van Holen
Gorik Van Holen is een Belgisch journalist en bestuurder voor Vooruit.

## Levensloop
Van Holen doorliep zijn secundair onderwijs aan het Sint-Catharinacollege te Geraardsbergen. Vervolgens studeerde hij geschiedenis aan de Universiteit Gent, alwaar hij in 1999 afstudeerde als licentiaat. Vervolgens behaalde hij een master in media & communicatie aan diezelfde universiteit. 
Hierop aansluitend ging hij aan de slag als journalist bij Metro en vervolgens De Morgen. In 2009 maakte hij de overstap naar de studiedienst van de sp.a. Vervolgens was hij van juli 2010 tot juni 2014 woordvoerder en adjunct-kabinetschef, en van juni tot juli 2014 kabinetschef, van Vlaams minister van Energie, Wonen, Steden en Sociale economie Freya Van den Bossche. Van juli 2014 tot augustus 2015 was hij woordvoerder en adjunct-kabinetschef van Brussels minister van Mobiliteit en Openbare Werken Pascal Smet, van september 2015 tot november 2017 woordvoerder van de sp.a-fractie in het Vlaams Parlement en sinds november 2017 is hij er campagneleider.
In mei 2018 volgde hij Jan Cornillie op als politiek directeur van de sp.a.